# Australie aux Jeux olympiques d'été de 1988
L'Australie participe aux Jeux olympiques d'été de 1988 à Séoul en Corée du Sud. Au total, 252 athlètes australiens, 180 hommes et 72 femmes, ont participé à 145 compétitions dans 24 sports. Ils y ont obtenu 14 médailles : 3 d'or, 6 d'argent et 5 de bronze.

## Médailles
| Médaille | Discipline       | Épreuve                       | Athlète | Performance | Date |
| -------- | ---------------- | ----------------------------- | --- | ----------- | ---- |
| Or       | Natation         | 200 mètres nage libre hommes  | Duncan Armstrong |             |      |
| Or       | Athlétisme       | 400 mètres haies femmes       | Debbie Flintoff-King |             |      |
| Or       | Hockey sur gazon | Femmes                        | Tracey Belbin, Deborah Bowman, Sharon Buchanan, Lee Capes, Michelle Capes, Sally Carbon, Elsbeth Clement, Loretta Dorman, Maree Fish, Rechelle Hawkes, Lorraine Hillas, Kathleen Partridge, Jackie Pereira, Sandra Pisani, Kim Small, Liane Tooth |             |      |
| Argent   | Cyclisme         | Kilomètre hommes              | Martin Vinnicombe |             |      |
| Argent   | Cyclisme         | Poursuite individuelle hommes | Dean Woods |             |      |
| Argent   | Natation         | 400 mètres nage libre hommes  | Duncan Armstrong |             |      |
| Argent   | Athlétisme       | Marathon femmes               | Lisa Martin |             |      |
| Argent   | Canoë-kayak      | K-1 - 1000 mètres hommes      | Grant Davies |             |      |
| Argent   | Boxe             | Poids super-légers (-63,5 kg) | Grahame Cheney |             |      |
| Bronze   | Cyclisme         | Vitesse individuelle hommes   | Gary Neiwand |             |      |
| Bronze   | Cyclisme         | Poursuite par équipes hommes  | Dean Woods Brett Dutton Wayne McCarny Stephen McGlede Scott McGrory (q) |             |      |
| Bronze   | Natation         | 200 mètres dos hommes         | Paul Kingsman |             |      |
| Bronze   | Canoë-kayak      | K-2 - 1000 mètres hommes      | Peter Foster Kelvin Graham |             |      |
| Bronze   | Tennis           | Double féminin                | Elizabeth Smylie, Wendy Turnbull |             |      |